# Football NSW
Il Football NSW è l'organo regolatore del calcio e del calcio a 5 nello Stato australiano del Nuovo Galles del Sud, ad eccezione della sua parte settentrionale (dove opera il Northern New South Wales Football).
Il Football NSW è uno dei membri dell'associazione nazionale, la Football Federation Australia. La sua competizione principale nel calcio è la New South Wales Premier League, nel calcetto la Futsal Premier League.
Fino al 1º aprile 2007 Football NSW era nota come Soccer NSW,

## Sede
Il quartier generale di Football NSW si trova al Valentine Sport Park, un centro polifunzionale che provvede per vari gruppi ed individui. Il complesso consiste in camere doppie, triple e quadruple che alloggiano fino a 180 persone, 5 campi da gioco, sale di lettura, impianti al coperto, piscina all'aperto, centro di medicina sportiva e ristorante. Oltre naturalmente agli uffici per lo staff del Football NSW.

## Board & Staff

### Board
- Presidente: Jim Forrest
- Vicepresidente: Sam Krslovic
- Direttore: Howard Bradley
- Direttore: David Goodman
- Direttore: George Jackson
- Direttore: Ross Kelly
- Direttore: Rob Laws
- Direttore: Jim Ronis
- Direttore: Ray Tweedie
- Direttore: Frank Wilson

### Staff
- Direttore generale: Michael Quarmby
- Assistente al direttore: Jenni Allen
- Financial Controller: Joe Denina
- Direttore amministrativo: Michelle Hanley
- Executive Manager, servizi commerciali: Tony Peters
- Executive Manager, servizi per il calcio: Branko Culina
- Media & Communications Manager: Robert Grasso
- Manager dei servizi commerciali: Tim Gledhill
- Direttore delle risorse umane: Alissa Hunter
- Coordinatore di eventi: Elizabeth Queixalos
- Manager del Valentine Sports Park: Duncan Sharpe
- Funzionario dell'IT: Ritesh Kumar
- Direttore dell'allenamento e dello sviluppo: Norm Boardman
- Manager delle competizioni: Phil Brown
- Dipartimento calcio a 5: Tim Ganzo
- Settore femminile: Hayley Tidd
- Arbitri: Ron Beaumont
- Abbigliamento: Roy Ashpole